# Цирк сгорел, и клоуны разбежались
«Цирк сгорел, и клоуны разбежались» — художественный фильм режиссёра Владимира Бортко. Снят на киностудии «Ленфильм» (Россия) в 1997 году.
Картина, премьера которой состоялась 23 марта 1998 года, стала победителем IX Открытого российского кинофестиваля «Кинотавр» (1998) в категориях «Лучшая женская роль» (Зинаида Шарко) и «За лучшую музыку» (Владимир Дашкевич). Режиссёр ленты Владимир Бортко был удостоен специального приза на кинофестивале «Окно в Европу» (1998).

## Сюжет
Середина 1990-х годов (1994 или 1995), Санкт-Петербург. Главный герой фильма — режиссёр Николай Худокормов (Николай Караченцов), заслуженный деятель искусств, лауреат Государственной премии, лауреат международных и всесоюзных конкурсов, работающий таксистом. Он стоит на пороге пятидесятилетия, за его плечами жизнь, богатая событиями: творческие поиски, неоднократные браки, дети. Всё это уже в прошлом. Осталось лишь глухое безденежье, полубезумная мать (пожилая блокадница, ветеран труда, увлекающаяся эзотеризмом), пьянство и безразличие к самому себе. Николай мучится от собственной неспособности ориентироваться в наступивших «новых временах» и, следовательно, от неспособности снять фильм. Он пытается получить деньги, продавая сценарий, который не в состоянии написать.
Герой мечется в поисках чуда, преследуемый молодой прекрасной женщиной (Татьяна Ю), которая убеждает его в эфемерности существования. Проходит время, и Николай понимает, что незнакомка — это сама Смерть. Герой находится на грани самоубийства, но вовремя останавливается.

## В ролях
- Николай Караченцов — Николай Николаевич Худокормов
- Таня Ю (Татьяна Школьник) — Незнакомка (озвучивание — Наталья Данилова)
- Зинаида Шарко — Зоя Фёдоровна, мать Николая
- Нина Русланова — Тома, безработная актриса, первая жена Николая
- Мария Шукшина — Лена, вторая жена Николая (роль озвучила другая актриса)
- Татьяна Васильева — Маргарита Александровна
- Ксения Качалина — Аля, дочь Николая и Тамары
- Сергей Донцов — Алексей, муж Тамары, бывший драматург
- Пётр Зайченко — Игорь, друг Николая, бизнесмен
- Рудольф Фурманов — Артём (озвучивание — Геннадий Богачёв)
- Роман Громадский — Якутзолото
- Франко Бово — Джанкарло Витцоди, бизнесмен, любовник Лены
- Олег Шаров — баянист
- Бангис Счастливый — барабанщик (озвучивание — Александр Лыков)
- Леонид Руковец — Тимофей, сын Николая и Лены
- Вадим Ермолаев — мэр (озвучивание — Андрей Толубеев)
- Юрий Кузнецов — казак
- Александр Лыков — киллер

## Съёмочная группа
- Автор сценария: Владимир Бортко
- Автор диалогов: Наталья Бортко
- Режиссёр-постановщик: Владимир Бортко
- Продюсер: Александр Голутва
- Операторы-постановщики: Сергей Ландо, Евгений Шермергор
- Художник-постановщик: Владимир Светозаров
- Композитор: Владимир Дашкевич
- Балетмейстер: Гали Абайдулов

## Музыка в фильме
- Р. Шуман «Грёзы»
- Ф. Шопен «Марш»
- П. Чайковский «Ноктюрн»
- «Летка-Енка»
- А. Фоссен «Карусель»
- З. Абреу «Тико-тико»
- В конце фильма кадры и песня из фильма А. Птушко 1939 года «Золотой ключик».